# Holton (Kansas)
Holton – miasto w Stanach Zjednoczonych, w stanie Kansas, siedziba administracyjna hrabstwa Jackson.